# Slaves Shall Serve
Slaves Shall Serve è il quarto EP della band blackened death metal polacca Behemoth. Le prime 4 tracce sono state registrate durante le sessioni di registrazione dell'album Demigod, agli Hendrix Studios nel periodo di luglio e agosto 2004, mentre le ultime due tracce live sono state registrate al Sweden Rock Festival nel 2005.
L'EP è stato pubblicato con due video musicali di Slaves Shall Serve, cioè sia la versione censurata sia quella integrale.

## Tracce
1. Slaves Shall Serve – 3:05
2. Entering the Pylon ov Light – 3:42
3. Penetration (Fields of the Nephilim cover) – 3:10
4. Until You Call On the Dark (Danzig cover) – 4:26
5. Demigod (live) – 3:22
6. Slaves Shall Serve (live) – 3:27

## Formazione
- Adam "Nergal" Darski - voce, chitarra e sintetizzatore
- Tomasz "Orion" Wróblewski - basso e seconda voce
- Zbigniew Robert "Inferno" Promiński - batteria e percussioni

### Session
- Patryk Dominik "Seth" Sztyber - chitarra e seconde voci